# 山口洋子 (詩人)
山口 洋子（やまぐち ようこ、1933年10月 - ）は、日本の詩人。

## 経歴
神奈川県生まれ。1955年、文化学院在学中に第一詩集『館と馬車』を発表。「今日」「氾」同人を経て1964年、工藤直子、渋沢道子、新藤涼子、村松英子、山本道子、吉原幸子、吉行理恵ら同世代の女性詩人8人の「ぐるーぷ・ゔぇが」に参加、1967年の休刊まで詩誌「ゔぇが」を刊行。
トワ・エ・モワや越路吹雪でヒットした『誰もいない海』の作詞者としても知られる。
『よこはま・たそがれ』の作詞家、山口洋子とは別人。

## 著書

### 詩集
- 『館と馬車』 書肆ユリイカ, 1955
- 『リチャードがいなくなった朝』1968
- 『ツクツクボウシが鳴く』 蜘蛛出版社, 1989

### 詩画集
- 『にぎやかな森』（画・石原慎太郎）書肆ユリイカ, 1958